# Dreisommerberg
Der Dreisommerberg – alternativ Drei-Sommer-Berg geschrieben – ist ein 392,7 Meter hoher Berg im Pfälzerwald.

## Geographie

### Lage
Der Berg liegt auf der Gemarkung der Ortsgemeinde Waldfischbach-Burgalben rund drei Kilometer südöstlich des Siedlungsgebiets des Ortsteils Waldfischbach. Im Süden wird er durch das Schwarzbachtal begrenzt, das vom namensgebenden Schwarzbach durchflossen wird. Entlang seines Ostfußes fließt das Dinkelsbächel.
Benachbarte Berge sind der Galgenberg im Nordwesten, das Dinkelsbächel im Nordosten, der Hesselsberg (463 m ü. NHN) im Südosten und der Enzenbühl im Süden.

### Naturräumliche Zuordnung
1. Großregion 1. Ordnung: Schichtstufenland beiderseits des Oberrheingrabens
2. Großregion 2. Ordnung: Pfälzisch-saarländisches Schichtstufenland
3. Großregion 3. Ordnung: Pfälzerwald
4. Region 4. Ordnung (Haupteinheit): Mittlerer Pfälzerwald
5. Region 5. Ordnung: Pfälzisches Holzland

## Bauwerke
An seinem südlichsten Ausläufer befinden sich die Reste der Heidelsburg.

## Tourismus
Über die Südflanke des Berges führen die vierte Etappe des Prädikatswanderwegs Pfälzer Waldpfad und eine Route der Pfälzer Jakobswege. Weiter nördlich führt der Fernwanderweg Saar-Rhein-Main über den Dreisommerberg.

## Verkehr
Entlang seines Südfußes führt die Kreisstraße 32, die von Waldfischbach-Burgalben nach Leimen führt.